# Yingzhou, Jixi
Yingzhou (kinesiska: 瀛洲) är en köping i östra Kina. Den ligger i Jixi härad i staden Xuancheng i provinsen Anhui, omkring 240 kilometer sydost om provinshuvudstaden Hefei. Antalet invånare är 7 513. Befolkningen består av 3 681 kvinnor och 3 832 män. Barn under 15 år utgör 10,0 %, vuxna 15-64 år 73 %, och äldre över 65 år 16,0 %.